# Digital Chocolate
Digital Chocolate, Inc. — розробник і видавець мобільних відеоігор зі штаб-квартирою в Сан-Матео. Компанію було засновано Тріпом Гокінсом у 2003 році, який також заснував такі компанії, як Electronic Arts і The 3DO Company. Компанія зосереджувалася на розробці ігор для мобільних телефонів на базі Java ME, iOS і Microsoft Windows, а також деяких нерозважальних проєктах. Маркетинговим девізом компанії є вираз «Лови хвилину» (англ. Seize the minute).
Розробка ігор була офіційно зупинена в 2014 році. Було продані власні ігри RockYou, а вебсайт був закритий.

## Історія
Компанію «Digital Chocolate, Inc.» було засновано у 2003 році Тріпом Гокінсом після банкрутства компанії The 3DO Company.
У 2004 році Digital Chocolate придбала європейського розробника Sumea, який потім став її студією в Гельсінкі.
15 серпня 2011 року, Digital Chocolate погодилася придбати Sandlot Games — розробника та видавця казуальних відеоігор.
Digital Chocolate, Inc., окрім головного офісу в Сан-Матео, має представництва в Сіетлі, Санкт-Петербурзі, Бенгалуру та Мехікалі.
У травні 2012 року Тріп Гокінс офіційно пішов з посади генерального директора, але фактично залишився для «консультації та рекомендацій відносин». Компанія також оголосила про плани звільнити 180 співробітників.
Станом на 13 вересня 2013 року, найуспішнішим проєктом компанії на платформі Facebook є Galaxy Life, посідаючи 284 місце за кількістю активних користувачів протягом місяця. Того ж року студію Digital Chocolate в Барселоні був продано Ubisoft разом із ІВ Galaxy Life, а студію в Гельсінкі було закрито.
Протягом квітня 2014 року решту ігор Digital Chocolate на Facebook: Army Attack, Crazy Penguin Wars, Millionaire City і Zombie Lane було ліцензовано для RockYou, а розробників було переведено, щоб вони могли продовжити роботу над цими іграми.

## Ігри
| - 20Q: Celebrity Quiz - 20Q: Mind Reader - 20Q: Sports Quiz - 2D Brick Breaker Revolution - 3D Brick Breaker Revolution - 3D Rollercoaster Rush - Army Attack - Atkins 2Go - BabySitter 2Go - Bubble Popper Deluxe - Bumper Car City - Café: Hold'em Poker - Café: Solitare - Café: Sudoku - California Gold Rush - Chocolate Shop Frenzy - City Basketball - Codename: Dark Snow - Crazy Monkey Spin - Crazy Penguin Catapult - Crazy Penguin Catapult 2 - Crazy Penguin Wars - DChoc BabySitter - DChoc Cafe Hangman - DChoc Cafe Solitaire - Ducky's Jewels - Extreme Air Snowboarding - Fantasy Warrior - Fantasy Warrior 2: Evil - Fantasy Warrior 2: Good - FotoQuest Fishing - Funky Ducky - Galaxy Life - Island God Beta - Johnny Crash Stuntman Does Texas - Johnny Crash - Jungle Twister - Jumbo Rumble - Kamikaze Robots - Kings & Warlords - Mafia Wars - Mafia Wars Yakuza - MetroGirl - Millionaire City - MMA Pro Fighter - Mini Golf: Castles - Mini Golf Las Vegas - Mini Golf Magic - Mobile League Solitaire 4 Pack - Mobile League Sports Network Sports Picks - Mobile League WordJong - Mole War - Moto Racing Fever - New in Town - NCAA Hoops 2005 - Nightclub Empire - No Limit Casino 12-Pack | - Pajinko - Party Island Bowling - Party Island Pool - Party Island: Sexy Trivia - Party Night Casanova - Party Night Diva - Petanque: World Tour - Pitfall: Caves - Pitfall: Glacier - Pitfall: Jungle - Pyramid Bloxx - Quixco - Racing Fever - Racing Fever 2 - Racing Fever GT - Rock City Empire - Rollercoaster Revolution 99 Tracks - Rollercoaster Rush - Rollercoaster Rush 3D - Santa's Rush Hour - Santa's Tower Bloxx - Scarlotti's Mafia Wars 2 - Ski Jump - Spelltris - StarGazer 2Go - Street Soccer - Street Soccer 2 - Strip Club Manager - Sumo Smash - Super Water Bomber - Tornado Mania - Tornado Mania 3D - Tower Bloxx - Tower Bloxx Deluxe - Tower Bloxx Deluxe 3D - Tower Bloxx: New York - War Hero 1944 - WordKing Poker - Yo Yo Fighter - Zombie Lane - Zoy's Rescue Mission - Zoy's Rescue Mission 2 |

## Нагороди
У 2009 році гра компанії Brick Breaker Revolution отримала нагороду від IGN за найкращий художній дизайн.
Mobile Entertainment назвали компанію «найкращий розробник мобільних ігор» у 2006 і 2007 роках.
У 2006 році, Digital Chocolate отримав дев'ять нагород гри року від IGN. Його гра Tornado Mania! була нагороджена грою року з «досконалими 10» балами, і компанія була названа найкращим розробником. and the company was named Best Developer.
У 2012 році компанії гра Army Attack була номінована на «Гра року соціальної мережі» в Академії інтерактивних мистецтв і 15-й щорічній Annual Interactive  Achievement Awards.
Компанія була включена в The Red Herring Global 100.